# Dekanat Endingen-Waldkirch
Das Dekanat Endingen-Waldkirch ist eines von 26 Dekanaten im Diözese Freiburg.

## Geschichte
Mit der Dekanatsreform zum 1. Januar 2008 entstand das Dekanat der römisch-katholischen Erzdiözese Freiburg. Sitz ist Emmendingen. Das Dekanat bildet zusammen mit den Dekanaten Freiburg, Breisach-Neuenburg, Neustadt und Schwarzwald-Baar die Region Breisgau/Schwarzwald/Baar des Erzbistums Freiburg.
Von ursprünglich zehn Seelsorgeeinheiten im Dekanat Endingen-Waldkirch verringerte sich deren Anzahl bis zum 1. Januar 2015 auf neun.

## Gliederung

### Seelsorgeeinheiten
Das Dekanat gliedert sich in die folgenden neun Seelsorgeeinheiten:
| Seelsorgeeinheiten                    | zugehörige Pfarreien und Filialen |
| ------------------------------------- | --- |
| SE Am Litzelberg                      | St. Cosmas und Damian (Jechtingen), St. Martin (Sasbach a.K.), St. Blasius (Wyhl) |
| SE An der Glotter                     | St. Jakobus (Denzlingen), St. Blasius (Glottertal), St. Remigius (Heuweiler), St. Felix und Regula (Reute), St. Maximilian Kolbe (Vörstetten) |
| SE Emmendingen-Teningen               | St. Bonifatius (Emmendingen), St. Johannes (Emmendingen), St. Gallus (Teningen-Heimbach) mit St. Marien (Köndringen) |
| SE Herbolzheim-Rheinhausen            | St. Hilarius (Bleichheim), St. Alexius (Herbolzheim), St. Ulrich und St. Achatius (Rheinhausen), St. Mauritius (Wagenstadt); Weitere Kirchen, Kapellen und Wallfahrtsorte: Wallfahrtskirche Maria Sand (Herbolzheim)                                                                                              |
| SE Kenzingen                          | St. Laurentius (Kenzingen), St. Sebastian (Kenzingen-Bombach), St. Andreas (Kenzingen-Hecklingen), St. Barbara (Kenzingen-Nordweil); weitere Kirchen und Kapellen: Simultankirche Kenzingen |
| SE Mittleres Elz- und Simonswäldertal | St. Michael (Gutach) mit der Filiale St. Georg (Bleibach), St. Sebastian (Simonswald-Untersimonswald), St. Josef (Obersimonswald) mit St. Hubertus (Wildgutach), St. Vitus (Siegelau) |
| SE Nördlicher Kaiserstuhl             | St. Peter (Endingen am Kaiserstuhl), St. Vitus (Endingen-Amoltern), St. Petronilla (Kiechlinsbergen), St. Martin (Riegel am Kaiserstuhl), St. Johann Baptist (Forchheim), St. Martin (Bahlingen); weitere Kirchen und Kapellen: Friedhofskapelle (Riegel am Kaiserstuhl), Michaelskapelle (Riegel am Kaiserstuhl) |
| SE Oberes Elztal                      | St. Nikolaus (Elzach), St. Stephan (Oberwinden), St. Leonhard (Niederwinden), St. Wendelin (Yach), Mariä Krönung (Oberprechtal), St. Mansuetus (Oberbiederbach), St. Barbara (Oberspitzenbach) |
| SE Waldkirch                          | St. Margarethen (Waldkirch), St. Pankratius (Waldkirch-Buchholz), St. Josef (Waldkirch-Kollnau) |

### Demographische und sozialräumliche Struktur
Das Dekanat umfasst geografisch den Landkreis Emmendingen sowie das Glottertal und Heuweiler. Das Landschaftsbild wird geprägt durch den Kaiserstuhl mit seinen umliegenden Weinorten und Weinbergen. Daneben prägen drei Schwarzwaldtäler die Umgebung: Elz-, Simonswälder- und Glottertal.